# André Luiz Moreira
André Luiz Moreira (San Paolo, 14 novembre 1974) è un ex calciatore brasiliano, di ruolo difensore.

## Carriera

### Club
Uscito dalle giovanili del San Paolo, André Luiz debutta nel club paulista nel 1993, totalizzando 90 presenze e segnando 9 gol. Dopo un breve passaggio al Corinthians nel 1997, passa agli spagnoli del Tenerife. Qui realizza 2 gol in 35 presenze prima di iniziare un periodo in prestito a varie squadre brasiliane, come il Cruzeiro e Corinthians, poi in Francia, all'Olympique Marsiglia, prima di passare in via definitiva al Paris Saint-Germain. Dopodiché viene mandato nuovamente in prestito in Brasile, al Corinthians. Nel 2004 passa al Fluminense, dove però non debutta mai. Successivamente viene richiamato in Francia, dall'Ajaccio, dove rimane per due stagioni giocando regolarmente. Una breve esperienza al Santos, e André Luiz si trasferisce in Messico, al Jaguares de Chiapas.

### Nazionale
Il debutto nella nazionale di calcio brasiliana arriva nel 1995 per André Luiz, che viene convocato anche per Atlanta 1996, totalizzando 19 presenze e 2 reti.

## Palmarès

### Club

#### Competizioni statali
- Campionato paulista: 1

Corinthians: 1997

#### Competizioni internazionali
- Coppa Libertadores: 1

San Paolo: 1993
- Coppa Intercontinentale: 1

San Paolo: 1993
- Supercoppa Sudamericana: 1

San Paolo: 1993
- Recopa Sudamericana: 3

San Paolo: 1993, 1994
Cruzeiro: 1998

### Nazionale
- Bronzo olimpico: 1

Atlanta 1996